# Marco Parolo
Marco Parolo (Gallarate, 25 gennaio 1985) è un ex calciatore italiano, di ruolo centrocampista.

## Caratteristiche tecniche
Centrocampista centrale abile sia nel gioco d'attacco sia nella fase difensiva, in alcune occasioni è stato anche adattato al ruolo di difensore centrale.

## Carriera

### Giocatore

#### Club

##### Gli inizi
Cresciuto calcisticamente nel Como, in seguito al fallimento della società comasca passa a titolo gratuito alla Pistoiese dove milita per due anni. Viene quindi riscattato dal Chievo che lo cede per un biennio in terza serie, prima al Foligno di Pierpaolo Bisoli dove inizia a farsi notare dagli addetti ai lavori, sfiorando con gli umbri la promozione in cadetteria, e successivamente al Verona.

##### Cesena
Dopo la stagione trascorsa tra le file degli scaligeri, i gialloblù risolvono la compartecipazione in loro favore e, successivamente, girano il calciatore in prestito al Cesena dove ritrova Bisoli, l'allenatore che lo aveva lanciato nel palcoscenico calcistico nazionale. Nella stagione 2009-2010 esordisce in Serie B, e va in rete il 17 ottobre 2009 in Cesena-Brescia (2-0), il 9 gennaio 2010 in Cesena-Piacenza (3-0) (segnando una doppietta), il 16 gennaio 2010 in Reggina-Cesena (1-3), ed il 30 maggio 2010, segnando il gol decisivo nella partita Piacenza-Cesena (0-1), permettendo alla sua squadra la promozione alla Serie A, categoria dalla quale mancava da 19 stagioni. Viste le ottime prestazioni del centrocampista lombardo la società cesenate decide di acquistare metà del suo cartellino.
Debutta in Serie A il 28 agosto 2010, a 25 anni, nella partita in trasferta contro la Roma terminata 0-0. Un mese dopo segna il suo primo gol in serie A contro il Napoli, partita poi terminata 1-4 per i partenopei. Il 22 giugno 2011 il calciatore viene riscattato interamente dal Cesena.
Nella stagione successiva è ormai uno dei punti di forza del centrocampo romagnolo. Il 20 novembre 2011 segna, con un tiro da fuori area, il gol partita nella trasferta contro il Bologna. Questo rimarrà l’unico gol della sua stagione, che si concluderà con il Cesena arrivato ultimo in campionato e quindi retrocesso in Serie B.

##### Parma
Nel luglio 2012 si trasferisce al Parma in prestito, con diritto di riscatto (circa 4 milioni di euro) a favore della società ducale. Segna il primo gol con la maglia gialloblu il 16 settembre, nella sconfitta contro il Napoli (3-1). Al termine della stagione, il club emiliano esercita il riscatto.
Il 25 settembre 2013 contribuisce alla vittoria per 4-3 contro l'Atalanta, mettendo a segno due reti. Il 27 ottobre si ripete nella partita con il Milan, vinta 3-2 dal Parma. Nel girone di ritorno segna altri gol decisivi contro Sassuolo e Napoli. Con 8 reti in 36 presenze risulta una pedina importante dei ducali che ottengono sul campo la qualificazione europea, poi revocata a tavolino.

##### Lazio

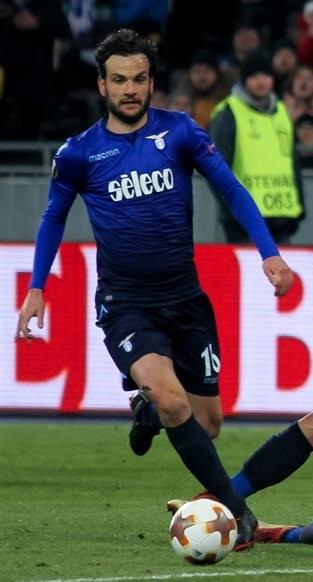
Parolo in azione con la maglia della Lazio nel 2018

All'apertura della sessione estiva di mercato del 2014, passa a titolo definitivo alla Lazio. In biancoceleste non tarda a mettersi in mostra, segnando diversi gol: il 25 gennaio 2015 realizza una doppietta contro il Milan, permettendo ai romani di vincere per 3-1. Sceso in campo nella finale di Coppa Italia contro la Juventus, contribuisce al raggiungimento del terzo posto in campionato. Espulso nell'ultima giornata (nella gara contro il Napoli, in cui sblocca il punteggio) si vede comminare un turno di squalifica, che sconta in occasione della Supercoppa italiana (dove la sua squadra è nuovamente battuta dai bianconeri). Il 18 agosto esordisce nelle coppe continentali, giocando contro il Bayer Leverkusen nei play-off di Champions League. Il 26 novembre segna invece il primo gol in campo internazionale, andando a bersaglio contro il Dnipro in Europa League. Nel derby capitolino del 3 aprile 2016, mette a segno l'unico punto laziale (il finale è di 4-1 per la Roma).
Il 18 gennaio 2017, in Lazio-Genoa di Coppa Italia, disputa la centesima partita con il club. Il successivo 5 febbraio, in occasione della vittoria per 6-2 contro il Pescara, entra nella storia della Serie A diventando il primo centrocampista centrale a segnare una quaterna. Disputa anche in questa stagione la finale della coppa nazionale, con lo stesso esito del 2015: le Aquile si arrendono alla Juventus, venendo battute per 2-0, gara in cui è costretto ad uscire a metà primo tempo per un infortunio rimediato la gara precedente. Al debutto ufficiale della stagione 2017-18, vince il suo primo trofeo: la Supercoppa italiana, che la Lazio contende vittoriosamente agli stessi piemontesi, e nell'occasione fornisce l'assist per il secondo gol di Immobile. Una settimana più tardi, disputa la centesima gara in A con i colori biancocelesti: la circostanza è la partita di campionato contro la Spal, terminata senza gol. Termina la stagione con 43 presenze e 6 gol complessivi. Non prende parte alle ultime gare della stagione causa infortunio muscolare.
Nella stagione seguente fa parte nuovamente del blocco dei titolari, va a segno sia in campionato che in Europa, raggiunge la presenza numero 300 in serie A nella gara di ritorno contro la Sampdoria e conquista la Coppa Italia battendo in finale l'Atalanta.. Nella stagione 2019-2020 non è più titolare fisso come nelle precedenti annate ma utilizzato spesso a gara in corso. Il 22 dicembre 2019 subentra in campo al posto di Luis Alberto al 67', nella vittoriosa sfida di Supercoppa italiana a Riad contro la Juventus (3-1), che gli permette di mettere in bacheca il suo terzo trofeo di marca biancoceleste.
Nella stagione 2020-21 esordisce nella fase a gironi di Champions League il 20 ottobre subentrando a Luis Alberto nel corso della sfida con i tedeschi del Borussia Dortmund, vinta dalla Lazio per 3-1. Nel match contro i russi dello Zenit del 24 novembre trova anche la prima rete nella massima competizione europea per club, realizzando il gol del 2-0 con un tiro da fuori area nella gara che si concluderà con un 3-1 per i biancocelesti. In stagione viene adattato pure al ruolo di difensore centrale a causa delle defezioni nel reparto. Sempre in Champions è andato a segno al ritorno negli ottavi contro il Bayern Monaco (persi 2-1 con conseguente eliminazione), diventando, all'età di 36 anni e 51 giorni, il terzo calciatore più anziano a realizzare un gol nella fase a eliminazione diretta della massima competizione europea dopo Ryan Giggs e Paolo Maldini.

#### Nazionale

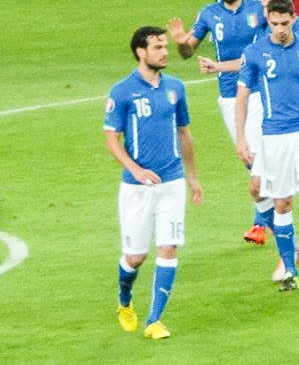
Parolo in azione con la maglia azzurra nel 2015, nella partita di qualificazione a Euro 2016 contro l'Azerbaigian

Nel maggio 2004 viene convocato da Paolo Berrettini nell'Under-19, in vista delle tre partite con Israele, Bielorussia e Repubblica Ceca, dove però non viene impiegato.
Il 20 marzo 2011 ottiene la prima convocazione nella nazionale maggiore ad opera di Cesare Prandelli, in vista del doppio impegno contro Slovenia ed Ucraina. Il 29 marzo 2011, a 26 anni, fa il suo esordio in maglia azzurra nell'amichevole Ucraina-Italia (0-2) giocata a Kiev, subentrando al posto di Claudio Marchisio.
Dopo due anni e mezzo, il 10 novembre 2013, viene nuovamente convocato in vista del doppio impegno contro Germania e Nigeria. Scende in campo contro la Nigeria, il 18 novembre, subentrando a Thiago Motta nel corso del secondo tempo (partita terminata 2-2). Viene inserito nella lista dei 23 convocati per il Mondiale 2014, per il quale gli viene assegnata la maglia numero 18. Fa il suo esordio nella prima partita del girone Italia-Inghilterra (2-1) subentrando ad Antonio Candreva al 78º minuto. Gioca il secondo tempo (subentrando a Mario Balotelli) nell'ultima partita del girone, persa 1-0 contro l'Uruguay, che determina l'eliminazione della nazionale.
Fa poi parte con continuità del gruppo azzurro sotto la gestione del CT Antonio Conte, che lo convoca per l'Europeo 2016 in Francia. L'esordio in tale competizione arriva il 13 giugno successivo in occasione della 1ª partita della fase a gironi vinta, per 0-2, contro il Belgio. L'avventura però termina ai quarti di finale, quando la nazionale italiana viene battuta dalla Germania ai calci di rigore, durante i quali il centrocampista lombardo mette a segno il proprio tiro dal dischetto.
Trova spazio anche nella successiva gestione del CT Ventura, che lo impiega in 7 partite delle qualificazioni al Mondiale 2018, comprese le sfide di andata e ritorno dei play-off nelle quali l'Italia viene eliminata dalla Svezia.

### Dopo il ritiro
Dopo essersi ritirato dal calcio all’età di 36 anni, il 19 agosto 2021 viene annunciato come opinionista in studio e commentatore tecnico delle partite di DAZN. Successivamente fa qualche apparizione come opinionista anche a RSI (Radiotelevisione Svizzera di lingua italiana).
Nel settembre del 2022 consegue il patentino UEFA A a Coverciano che abilita ad allenare formazioni giovanili e squadre fino alla Serie C e consente di essere allenatore in seconda in Serie A e B  risultando tra i migliori del corso insieme a Elisa Camporese, Renato Baldi e Marco Pompili. Nel settembre del 2023 inizia il corso UEFA Pro sempre a Coverciano, il massimo livello di formazione per un tecnico.

## Statistiche

### Presenze e reti nei club
| Stagione         | Squadra          | Campionato       | Campionato | Campionato | Coppe nazionali | Coppe nazionali | Coppe nazionali | Coppe continentali | Coppe continentali | Coppe continentali | Altre coppe | Altre coppe | Altre coppe | Totale | Totale |
| Stagione         | Squadra          | Comp             | Pres       | Reti       | Comp            | Pres            | Reti            | Comp               | Pres               | Reti               | Comp        | Pres        | Reti        | Pres   | Reti   |
| ---------------- | ---------------- | ---------------- | ---------- | ---------- | --------------- | --------------- | --------------- | ------------------ | ------------------ | ------------------ | ----------- | ----------- | ----------- | ------ | ------ |
| 2004-2005        | Como             | C1               | 31+2       | 3          | CI+CI-C         | 3+0             | 0               | -                  | -                  | -                  | -           | -           | -           | 36     | 3      |
| 2005-2006        | Pistoiese        | C1               | 24         | 1          | CI+CI-C         | 0               | 0               | -                  | -                  | -                  | -           | -           | -           | 24     | 1      |
| 2006-2007        | Pistoiese        | C1               | 28         | 2          | CI+CI-C         | 0               | 0               | -                  | -                  | -                  | -           | -           | -           | 28     | 2      |
| Totale Pistoiese | Totale Pistoiese | Totale Pistoiese | 52         | 3          |                 | -               | -               |                    | -                  | -                  |             | -           | -           | 52     | 3      |
| 2007-2008        | Foligno          | C1               | 29+2       | 3+0        | CI-C            | 0               | 0               | -                  | -                  | -                  | -           | -           | -           | 31     | 3      |
| 2008-2009        | Verona           | 1D               | 32         | 4          | CI+CI-LP        | 0               | 0               | -                  | -                  | -                  | -           | -           | -           | 32     | 4      |
| 2009-2010        | Cesena           | B                | 36         | 5          | CI              | 0               | 0               | -                  | -                  | -                  | -           | -           | -           | 36     | 5      |
| 2010-2011        | Cesena           | A                | 37         | 5          | CI              | 1               | 0               | -                  | -                  | -                  | -           | -           | -           | 38     | 5      |
| 2011-2012        | Cesena           | A                | 31         | 1          | CI              | 3               | 0               | -                  | -                  | -                  | -           | -           | -           | 34     | 1      |
| Totale Cesena    | Totale Cesena    | Totale Cesena    | 104        | 11         |                 | 4               | 0               |                    | -                  | -                  |             | -           | -           | 108    | 11     |
| 2012-2013        | Parma            | A                | 36         | 3          | CI              | 1               | 0               | -                  | -                  | -                  | -           | -           | -           | 37     | 3      |
| 2013-2014        | Parma            | A                | 36         | 8          | CI              | 2               | 0               | -                  | -                  | -                  | -           | -           | -           | 38     | 8      |
| Totale Parma     | Totale Parma     | Totale Parma     | 72         | 11         |                 | 3               | 0               |                    | -                  | -                  |             | -           | -           | 75     | 11     |
| 2014-2015        | Lazio            | A                | 34         | 10         | CI              | 6               | 1               | -                  | -                  | -                  | -           | -           | -           | 40     | 11     |
| 2015-2016        | Lazio            | A                | 31         | 3          | CI              | 0               | 0               | UCL+UEL            | 2+7                | 0+3                | SI          | 0           | 0           | 40     | 6      |
| 2016-2017        | Lazio            | A                | 34         | 5          | CI              | 4               | 0               | -                  | -                  | -                  | -           | -           | -           | 38     | 5      |
| 2017-2018        | Lazio            | A                | 31         | 4          | CI              | 3               | 0               | UEL                | 8                  | 2                  | SI          | 1           | 0           | 43     | 6      |
| 2018-2019        | Lazio            | A                | 34         | 4          | CI              | 4               | 0               | UEL                | 4                  | 2                  | -           | -           | -           | 42     | 6      |
| 2019-2020        | Lazio            | A                | 29         | 1          | CI              | 2               | 1               | UEL                | 5                  | 0                  | SI          | 1           | 0           | 37     | 2      |
| 2020-2021        | Lazio            | A                | 18         | 0          | CI              | 2               | 1               | UCL                | 5                  | 2                  | -           | -           | -           | 25     | 3      |
| Totale Lazio     | Totale Lazio     | Totale Lazio     | 211        | 27         |                 | 21              | 3               |                    | 31                 | 9                  |             | 2           | 0           | 265    | 39     |
| Totale carriera  | Totale carriera  | Totale carriera  | 535        | 62         |                 | 31              | 3               |                    | 31                 | 9                  |             | 2           | 0           | 599    | 74     |

### Cronologia presenze e reti in nazionale
| Cronologia completa delle presenze e delle reti in nazionale ― Italia | Cronologia completa delle presenze e delle reti in nazionale ― Italia | Cronologia completa delle presenze e delle reti in nazionale ― Italia | Cronologia completa delle presenze e delle reti in nazionale ― Italia | Cronologia completa delle presenze e delle reti in nazionale ― Italia | Cronologia completa delle presenze e delle reti in nazionale ― Italia | Cronologia completa delle presenze e delle reti in nazionale ― Italia | Cronologia completa delle presenze e delle reti in nazionale ― Italia |
| Data                                                                  | Città                                                                 | In casa                                                               | Risultato                                                             | Ospiti                                                                | Competizione                                                          | Reti                                                                  | Note                                                                  |
| --------------------------------------------------------------------- | --------------------------------------------------------------------- | --------------------------------------------------------------------- | --------------------------------------------------------------------- | --------------------------------------------------------------------- | --------------------------------------------------------------------- | --------------------------------------------------------------------- | --------------------------------------------------------------------- |
| 29-3-2011                                                             | Kiev                                                                  | Ucraina                                                               | 0 – 2                                                                 | Italia                                                                | Amichevole                                                            | -                                                                     | 88’                                                                   |
| 18-11-2013                                                            | Londra                                                                | Nigeria                                                               | 2 – 2                                                                 | Italia                                                                | Amichevole                                                            | -                                                                     | 53’                                                                   |
| 31-5-2014                                                             | Londra                                                                | Irlanda                                                               | 0 – 0                                                                 | Italia                                                                | Amichevole                                                            | -                                                                     | 37’                                                                   |
| 4-6-2014                                                              | Perugia                                                               | Italia                                                                | 1 – 1                                                                 | Lussemburgo                                                           | Amichevole                                                            | -                                                                     | 86’                                                                   |
| 14-6-2014                                                             | Manaus                                                                | Inghilterra                                                           | 1 – 2                                                                 | Italia                                                                | Mondiali 2014 - 1º turno                                              | -                                                                     | 79’                                                                   |
| 24-6-2014                                                             | Natal                                                                 | Italia                                                                | 0 – 1                                                                 | Uruguay                                                               | Mondiali 2014 - 1º turno                                              | -                                                                     | 46’                                                                   |
| 4-9-2014                                                              | Bari                                                                  | Italia                                                                | 2 – 0                                                                 | Paesi Bassi                                                           | Amichevole                                                            | -                                                                     | 67’                                                                   |
| 18-11-2014                                                            | Genova                                                                | Italia                                                                | 1 – 0                                                                 | Albania                                                               | Amichevole                                                            | -                                                                     |                                                                       |
| 31-3-2015                                                             | Torino                                                                | Italia                                                                | 1 – 1                                                                 | Inghilterra                                                           | Amichevole                                                            | -                                                                     |                                                                       |
| 12-6-2015                                                             | Spalato                                                               | Croazia                                                               | 1 – 1                                                                 | Italia                                                                | Qual. Euro 2016                                                       | -                                                                     | 53’                                                                   |
| 16-6-2015                                                             | Ginevra                                                               | Italia                                                                | 0 – 1                                                                 | Portogallo                                                            | Amichevole                                                            | -                                                                     | 76’                                                                   |
| 3-9-2015                                                              | Firenze                                                               | Italia                                                                | 1 – 0                                                                 | Malta                                                                 | Qual. Euro 2016                                                       | -                                                                     | 55’                                                                   |
| 6-9-2015                                                              | Palermo                                                               | Italia                                                                | 1 – 0                                                                 | Bulgaria                                                              | Qual. Euro 2016                                                       | -                                                                     |                                                                       |
| 10-10-2015                                                            | Baku                                                                  | Azerbaigian                                                           | 1 – 3                                                                 | Italia                                                                | Qual. Euro 2016                                                       | -                                                                     |                                                                       |
| 13-11-2015                                                            | Bruxelles                                                             | Belgio                                                                | 3 – 1                                                                 | Italia                                                                | Amichevole                                                            | -                                                                     | 60’                                                                   |
| 17-11-2015                                                            | Bologna                                                               | Italia                                                                | 2 – 2                                                                 | Romania                                                               | Amichevole                                                            | -                                                                     | 70’                                                                   |
| 24-3-2016                                                             | Udine                                                                 | Italia                                                                | 1 – 1                                                                 | Spagna                                                                | Amichevole                                                            | -                                                                     | 69’ 89’                                                               |
| 29-3-2016                                                             | Monaco di Baviera                                                     | Germania                                                              | 4 – 1                                                                 | Italia                                                                | Amichevole                                                            | -                                                                     | 68’                                                                   |
| 29-5-2016                                                             | Ta' Qali                                                              | Italia                                                                | 1 – 0                                                                 | Scozia                                                                | Amichevole                                                            | -                                                                     | 62’                                                                   |
| 6-6-2016                                                              | Verona                                                                | Italia                                                                | 2 – 0                                                                 | Finlandia                                                             | Amichevole                                                            | -                                                                     |                                                                       |
| 13-6-2016                                                             | Lione                                                                 | Belgio                                                                | 0 – 2                                                                 | Italia                                                                | Euro 2016 - 1º turno                                                  | -                                                                     |                                                                       |
| 17-6-2016                                                             | Tolosa                                                                | Italia                                                                | 1 – 0                                                                 | Svezia                                                                | Euro 2016 - 1º turno                                                  | -                                                                     |                                                                       |
| 27-6-2016                                                             | Saint-Denis                                                           | Italia                                                                | 2 – 0                                                                 | Spagna                                                                | Euro 2016 - Ottavi di finale                                          | -                                                                     |                                                                       |
| 2-7-2016                                                              | Bordeaux                                                              | Germania                                                              | 1 – 1 dts (6 – 5 dtr)                                                 | Italia                                                                | Euro 2016 - Quarti di finale                                          | -                                                                     |                                                                       |
| 1-9-2016                                                              | Bari                                                                  | Italia                                                                | 1 – 3                                                                 | Francia                                                               | Amichevole                                                            | -                                                                     |                                                                       |
| 5-9-2016                                                              | Haifa                                                                 | Israele                                                               | 1 – 3                                                                 | Italia                                                                | Qual. Mondiali 2018                                                   | -                                                                     |                                                                       |
| 6-10-2016                                                             | Torino                                                                | Italia                                                                | 1 – 1                                                                 | Spagna                                                                | Qual. Mondiali 2018                                                   | -                                                                     | 49’ 76’                                                               |
| 9-10-2016                                                             | Skopje                                                                | Macedonia                                                             | 2 – 3                                                                 | Italia                                                                | Qual. Mondiali 2018                                                   | -                                                                     | 64’ 70’                                                               |
| 15-11-2016                                                            | Milano                                                                | Italia                                                                | 0 – 0                                                                 | Germania                                                              | Amichevole                                                            | -                                                                     |                                                                       |
| 28-3-2017                                                             | Amsterdam                                                             | Paesi Bassi                                                           | 1 – 2                                                                 | Italia                                                                | Amichevole                                                            | -                                                                     |                                                                       |
| 6-10-2017                                                             | Torino                                                                | Italia                                                                | 1 – 1                                                                 | Macedonia                                                             | Qual. Mondiali 2018                                                   | -                                                                     | 69’                                                                   |
| 9-10-2017                                                             | Scutari                                                               | Albania                                                               | 0 – 1                                                                 | Italia                                                                | Qual. Mondiali 2018                                                   | -                                                                     |                                                                       |
| 10-11-2017                                                            | Solna                                                                 | Svezia                                                                | 1 – 0                                                                 | Italia                                                                | Qual. Mondiali 2018                                                   | -                                                                     |                                                                       |
| 13-11-2017                                                            | Milano                                                                | Italia                                                                | 0 – 0                                                                 | Svezia                                                                | Qual. Mondiali 2018                                                   | -                                                                     |                                                                       |
| 23-3-2018                                                             | Manchester                                                            | Argentina                                                             | 2 – 0                                                                 | Italia                                                                | Amichevole                                                            | -                                                                     | 61’                                                                   |
| 27-3-2018                                                             | Londra                                                                | Inghilterra                                                           | 1 – 1                                                                 | Italia                                                                | Amichevole                                                            | -                                                                     |                                                                       |
| Totale                                                                |                                                                       | Presenze                                                              | 36                                                                    |                                                                       | Reti                                                                  | 0                                                                     |                                                                       |

## Palmarès

### Competizioni nazionali
- Supercoppa italiana: 2

Lazio: 2017, 2019
- Coppa Italia: 1

Lazio: 2018-2019